# Naftochimik Kałusz
Naftochimik Kałusz (ukr. ЖФК «Нафтохімік» Калуш) – ukraiński klub piłki nożnej oraz futsalu kobiet, mający siedzibę w mieście Kałusz, w obwodzie iwanofrankowskim, na zachodzie kraju, grający w latach 2004–2008 oraz 2011–2013 w rozgrywkach Wyższej ligi piłki nożnej kobiet.

## Historia
Chronologia nazw:
- 2003: Naftochimik Kałusz (ukr. ФСК «Нафтохімік» Калуш)
- 2004: Spartak Iwano-Frankowsk (ukr. ФК «Спартак» Івано–Франківськ)
- 2006: Naftochimik Kałusz (ukr. ЖФК «Нафтохімік» Калуш)
- 2013: klub rozwiązany

Sportowy Klub Kultury Fizycznej Naftochimik został założony w Kałuszu w listopadzie 2003 roku. W końcu 2003 rozpoczęto formowanie kobiecej drużyny piłkarskiej z wychowanek szkół sportowych Kijowa, Lwowa, Kostopola oraz miejscowych talentów. W kwietniu 2004 jako sekcja piłki nożnej kobiet została włączona do struktury klubu Spartak Iwano-Frankiwsk, chociaż nadal występowała w Kałuszu. W 2004 klub debiutował w Wyszczej Lidze, w której zajął 6 miejsce. W rozgrywkach Pucharu Ukrainy klub doszedł do półfinału. W sezonie 2005 klub zdobył brązowe medale Mistrzostw Ukrainy.
W 2005 klub futsalu zwyciężył w Pierwszej lidze kobiet (D2) i występował w sezonie 2005/2006 w futsalowej Wyższej lidze.
Na początku 2006 po reorganizacji klubu Spartak Iwano-Frankowsk sekcja piłki nożnej kobiet utworzyła własny klub Naftochimik Kałusz. Głównym sponsorem zostało przedsiębiorstwo "Karpatnaftochim". Klub ponownie zdobył brązowe medale. W 2007 klub został mistrzem Ukrainy z jedną porażką w sezonie.
Na początku 2008 sekcja futsalu kobiet nawiązała współpracę z DJuSSz-3 Iwano-Frankiwsk i potem z nazwą Naftochimik-DJuSSz-3 Iwano-Frankiwsk występowała w Pierwszej Lidze. W turnieju finałowym zajęła drugie miejsce. W rozgrywkach Pucharu Ukrainy w 2009 i 2011 już z nazwą Naftochimik-DJuSSz-3 Kałusz klub dotarł do finału. Po tym, jak we wrześniu 2013 Naftochimik Kałusz został rozwiązany, na bazie DJuSSz-3 Iwano-Frankiwsk został utworzony klub futsalu kobiet Oswita-DJuSSz-3.
W sezonie 2008/09 klub reprezentował Ukrainę w rozgrywkach Ligi Mistrzów. W 2008 klub po raz trzeci zdobył brązowe medale, ale już w 2009 z przyczyn finansowych klub zrezygnował z dalszych występów w mistrzostwach.
W latach 2009–2010 drużyna nie brała udziału w mistrzostwach kraju skupiając się na przygotowaniu własnej rezerwy. Podstawą nowej drużyny byli uczniowie lokalnych szkół sportowych.
W 2011 klub ponownie startował w Wyższej lidze, zajmując trzecie miejsce. W następnym sezonie zdobył wicemistrzostwo. W 2013 uplasował się na czwartej pozycji.
We wrześniu 2013 przez problemy finansowe klub został rozwiązany.

## Barwy klubowe, strój, herb, hymn
|  |  |

Klub ma barwy biało-czerwone. Piłkarki domowe spotkania zazwyczaj grają w czerwonych koszulkach, czarnych spodenkach oraz czerwonych getrach lub w białych strojach.

## Sukcesy

### Trofea międzynarodowe
- Liga Mistrzyń:
  - etap drugi: 2008/09 (końcowe 14.miejsce)

### Trofea krajowe
piłka nożna
| \| \| Zdobyte trofea w rozgrywkach Ukrainy (stan na: 31-05-2021) \| |                                                            |      |                        |
| Rozgrywki                                                           | Osiągnięcie                                                | Razy | Sezon(y)               |
| Mistrzostwo                                                         | I miejsce                                                  | 1    | 2007                   |
| Mistrzostwo                                                         | II miejsce                                                 | 1    | 2012                   |
| Mistrzostwo                                                         | III miejsce                                                | 4    | 2005, 2006, 2008, 2011 |
| Puchar                                                              | zdobywca                                                   | 1    | 2012                   |
| Puchar                                                              | finalista                                                  | 0    |                        |
| Superpuchar                                                         | zdobywca                                                   | 0    |                        |
| Superpuchar                                                         | finalista                                                  | 0    |                        |
| II liga                                                             | I miejsce                                                  | 0    |                        |
| II liga                                                             | II miejsce                                                 | 0    |                        |
| II liga                                                             | III miejsce                                                | 0    |                        |
| Ukraina                                                             | Zdobyte trofea w rozgrywkach Ukrainy (stan na: 31-05-2021) |      |                        |

futsal
| \| \| Zdobyte trofea w rozgrywkach Ukrainy (stan na: 31-05-2021) \| |                                                            |      |            |
| Rozgrywki                                                           | Osiągnięcie                                                | Razy | Sezon(y)   |
| · Mistrzostwo                                                       | I miejsce                                                  | 0    |            |
| · Mistrzostwo                                                       | II miejsce                                                 | 0    |            |
| · Mistrzostwo                                                       | III miejsce                                                | 0    |            |
| · Mistrzostwo                                                       | ?.miejsce                                                  | 1    | 2005/06    |
| Puchar                                                              | zdobywca                                                   | 0    |            |
| Puchar                                                              | finalista                                                  | 2    | 2009, 2011 |
| II liga                                                             | I miejsce                                                  | 1    | 2004/05    |
| II liga                                                             | II miejsce                                                 | 1    | 2007/08    |
| II liga                                                             | III miejsce                                                | 0    |            |
| Ukraina                                                             | Zdobyte trofea w rozgrywkach Ukrainy (stan na: 31-05-2021) |      |            |

## Poszczególne sezony
piłka nożna
futsal

### Rozgrywki międzynarodowe

#### Europejskie puchary
Zespół uczestniczył w rozgrywkach Ligi Mistrzyń sezonu 2008/09.
- 1.miejsce: w grupie A8 (etap I)

4.09.2008, Wrocław. AZS Wrocław - Naftochimik Kałusz 0:1
6.09.2008, Wrocław. Naftochimik Kałusz - PAOK Saloniki 1:0
9.09.2008, Wrocław. FC Levadia Tallinn - Naftochimik Kałusz 1:2
- 4.miejsce: w grupie B4 (etap II)

10.10.2008, Kałusz. FCR 2001 Duisburg - Naftochimik Kałusz 5:1
12.10.2008, Kałusz. Brøndby IF - Naftochimik Kałusz 5:1
14.10.2008, Kałusz. Naftochimik Kałusz - UD Levante 1:4

### Rozgrywki krajowe
piłka nożna
| \| Ukraina \| Bilans występów klubu w rozgrywkach piłkarskich Ukrainy (Stan na 31 maja 2021 r.) \| \| |                                                                                   |        |       |   |   |   |    |    |     |                      |        |        |      |
| Poziom                                                                                                | Rozgrywki                                                                         | Sezony | Mecze | Z | R | P | B+ | B– | Pkt | Lata                 | Awanse | Spadki | Naj. |
| I | Wyszcza liha                                                                      | 12     |       |   |   |   |    |    |     | 2004–2008, 2011–2013 | 0      | 0      | 1    |
| II | Persza liha                                                                       | 0      |       |   |   |   |    |    |     |                      | 0      | 0      |      |
| | Puchar Ukrainy                                                                    | ?      |       |   |   |   |    |    |     | 2004–2012            | 0      | 0      | 1    |
| Ukraina                                                                                               | Bilans występów klubu w rozgrywkach piłkarskich Ukrainy (Stan na 31 maja 2021 r.) |        |       |   |   |   |    |    |     |                      |        |        |      |

futsal
| \| \| Bilans występów klubu w rozgrywkach Ukrainy (Stan na 31 maja 2021 r.) \| |                                                                       |        |       |   |   |   |    |    |     |           |        |        |      |
| Poziom                                                                         | Rozgrywki                                                             | Sezony | Mecze | Z | R | P | B+ | B– | Pkt | Lata      | Awanse | Spadki | Naj. |
| I                                                                              | Wyszcza liha                                                          | ?      |       |   |   |   |    |    |     | 200?–200? | 0      | 1      | ?    |
| II                                                                             | Persza liha                                                           | ?      |       |   |   |   |    |    |     | 200?–200? | 1      | 0      | 1    |
|                                                                                | Puchar Ukrainy                                                        | ?      |       |   |   |   |    |    |     | 200?–200? | 0      | 0      | 2    |
| Ukraina                                                                        | Bilans występów klubu w rozgrywkach Ukrainy (Stan na 31 maja 2021 r.) |        |       |   |   |   |    |    |     |           |        |        |      |

## Stadion
Drużyna rozgrywa swoje mecze na stadionie Chimik w Kałuszu o pojemności 4,5 tys. widzów.

### Derby
- Nadwirnianoczka Nadwórna